# Місцеві вибори у Харкові 2020
Місцеві вибори в Харкові 2020 — чергові вибори Харківського міського голови та вибори депутатів Харківської міськради, що відбулися 25 жовтня 2020 року.

## Вибори до міської ради
Вибори міської ради відбулися за пропорційною системою. Для проходження до ради партія має набрати не менше 5 % голосів. Міський голова обирається за мажоритарною системою абсолютної більшості: якщо жоден кандидат не набере 50 %+1 голосів, буде призначено другий тур, до якого вийдуть два кандидати з найбільшою кількістю голосів.
13 листопада 2020 року Другий апеляційний адміністративний суд скасував протокол Харківської міської територіальної виборчої комісії за результатами виборів до Харківської міської ради у справі за позовом кандидата у депутати Харківської міськради від партії «Слуга народу» Олексія Ваца щодо порушень під час складання протоколу міською ТВК та зобов'язав встановити результати виборів з урахуванням постанов інших судів (справи за позовами представників «Опозиційної платформи — За життя» щодо перерахунку голосів у Шевченківському та Слобідському районах). Члени Харківської міської ТВК заявили, що рішення суду вимагає перескласти протокол про результати виборів до Харківської міської ради

### Списки
У виборах до Міськради було зареєстровано такі партії та списки від них:
Блок Кернеса — Успішний Харків
1. Геннадій Кернес
2. Ігор Терехов
3. Олександр Новак
4. Тетяна Чечетова-Терашвілі
5. Вікторія Китайгородська

Слуга народу
1. Олексій Кучер — голова ХОДА та кандидат в мери міста
2. Віктор Суботін (гендиректор «Турбоатома», банкір)
3. Вікторія Алексійчук

ОПЗЖ
1. Олександр Фельдман
2. Андрій Лесик (керівник міської організації ОПЗЖ)
3. Андрій Спаський
4. Анастасія Губіна
5. Алена Агеенко
6. Денис Невядомський

Голос
1. Олександра Нарижна
2. Остап Молявко
3. Олена Купіна
4. Костянтин Бондаренко
5. Олег Литвинов

Європейська солідарність
1. Олег Абрамічев
2. Катерина Малбієва
3. Юрій Корсунов
4. Алла Ройтблат
5. Ігор Пушкарьов

Демократична сокира
1. Микита Соловйов
2. Анастасія Гаєва
3. Олександр Шевченко
4. Марина Бобонец
5. Олександр Веприк

ВО «Свобода»
1. Юрій Нехода
2. Олег Дебелий
3. Вадим Батий
4. Марія Шапошникова
5. Тетяна Бутенко

## Вибори міського голови
На посаду міського голови міста балотуються такі кандидати:
- Михайло Добкін — колишній народний депутат (проросійський Опозиційний блок) та мер Харкова, колишній керівник Харківської ОДА, керівник партії «Християнські соціалісти»[4]
- Геннадій Кернес — чинний мер Харкова з 2010 року, висувається Блоком Кернеса — Успішний Харків, до 2014 року був членом Партії регіонів, партій «Відродження» та «Опозиційний блок».
- Олександр Фельдман — кандидат від партії ОПЗЖ, народний депутат IV—VI та VIII скликань, колишній член ВО «Батьківщина», Партії регіонів та партії «Наш край».
- Олексій Кучер — кандидат від партії «Слуга народу», керівник Харківської ОДА з 5 листопада 2019-го, раніше — нардеп IX скл. від партії «Слуга народу»
- Микита Соловйов — кандидат від партії Демократична сокира.
- Ігор Черняк — кандидат від Блоку Юлії Світличної, з 2015 року депутат Харківської міськради VII скл.
- Олег Абрамичев — кандидат від партії «Європейська Солідарність».
- Олександра Нарижна — кандидатка від партії «Голос».
- Наталія Пилипенко — кандидатка, самовисування, безробітна, голова ради українського об'єднання «Гардемарини»[5].
- Сергій Кушнарьов — колишній голова Краснокутської РДА та ексдепутат Харківської міськради, партія ''Перемога Пальчевського''
- Денис Ярославський — ексначальник Голосіївського, а згодом Обухівського райвідділу поліції Києва
- Ігор Приходько — директор олімпійського навчально-спортивного центру «Акварена», партія Батьківщина
- Ірина Денисова — підприємець з ринку Барабашово, голова місцевої профспілки, партія ''За майбутнє''
- Валерій Безлєпкін — екскерівник Харківміськгазу, комерційний директор Запоріжжяобленерго
- Георгій Лаговський — президент Української федерації бразильського джиу-джитсу, депутат Харківської міськради, партія УДАР[6]

## Результати
В першому тур мером Харкова було переобринного міського голову Геннадія Кернеса.

### Харківський міський голова
| Кандидат                                                  | %       | Голосів |
| --------------------------------------------------------- | ------- | ------- |
| 1. Геннадій Кернес («Блок Кернеса — Успішний Харків»)     | 60,34 % | 195 044 |
| 2. Олександр Фельдман («Опозиційна платформа — За життя») | 14,32 % | 46 278  |
| 3. Олексій Кучер («Слуга народу»)                         | 7,24 %  | 23 401  |
| 4. Олег Абрамичев («Європейська Солідарність»)            | 6,6 %   | 21 315  |
| 5. Ігор Черняк («Блок Юлії Світличної»)                   | 3,12 %  | 10 085  |
| 6. Олександра Нарижна («Голос»)                           | 1,94 %  | 6 282   |
| 7. Микита Соловйов («Демократична Сокира»)                | 1,3 %   | 4 199   |
| 8. Денис Ярославський                                     | 1 %     | 3 233   |
| 9. Сергій Кушнарьов («Перемога Пальчевського»)            | 0,76 %  | 2 470   |
| 10. Ігор Приходько (ВО «Батьківщина»)                     | 0,58 %  | 1 888   |
| 11. Ірина Денисова («За Майбутнє»)                        | 0,42 %  | 1 371   |
| 12. Наталія Пилипенко                                     | 0,17 %  | 564     |
| 13. Валерій Безлєпкін                                     | 0,17 %  | 558     |
| 14. Георгій Лаговський («УДАР»)                           | 0,11 %  | 349     |

### Міська рада
| Місце | Партія                          | % голосів | Кількість голосів | Усього місць |
| ----- | ------------------------------- | --------- | ----------------- | ------------ |
| 1     | Блок Кернеса — Успішний Харків  | 37,95 %   | 117 470           | 34 / 84      |
| 2     | Опозиційна платформа — За життя | 20,96 %   | 64 892            | 19 / 84      |
| 3     | Європейська Солідарність        | 8,99 %    | 27 843            | 9 / 84       |
| 4     | Слуга народу                    | 8,76 %    | 27 107            | 9 / 84       |
| 5     | Партія Шарія                    | 6,56 %    | 20 266            | 7 / 84       |
| 6     | Блок Світличної «Разом!»        | 6 %       | 19 016            | 6 / 84       |
| 7     | Голос                           | 2,15 %    | 6 659             | —            |
| 8     | Наш край                        | 1,92 %    | 5 936             | —            |
| 9     | ВО «Батьківщина»                | 1,26 %    | 3 911             | —            |
| 10    | Демократична Сокира             | 1,18 %    | 3 647             | —            |
| 11    | За Майбутнє                     | 0,96 %    | 2 985             | —            |
| 12    | Перемога Пальчевського          | 0,9 %     | 2 813             | —            |
| 13    | ВО «Свобода»                    | 0,77 %    | 2 380             | —            |
| 14    | Партія пенсіонерів України      | 0,68 %    | 2 095             | —            |
| 15    | Сила і честь                    | 0,48 %    | 1 500             | —            |
| 16    | Акцент                          | 0,18 %    | 574               | —            |
| 17    | УДАР                            | 0,16 %    | 485               | —            |